# 全州市

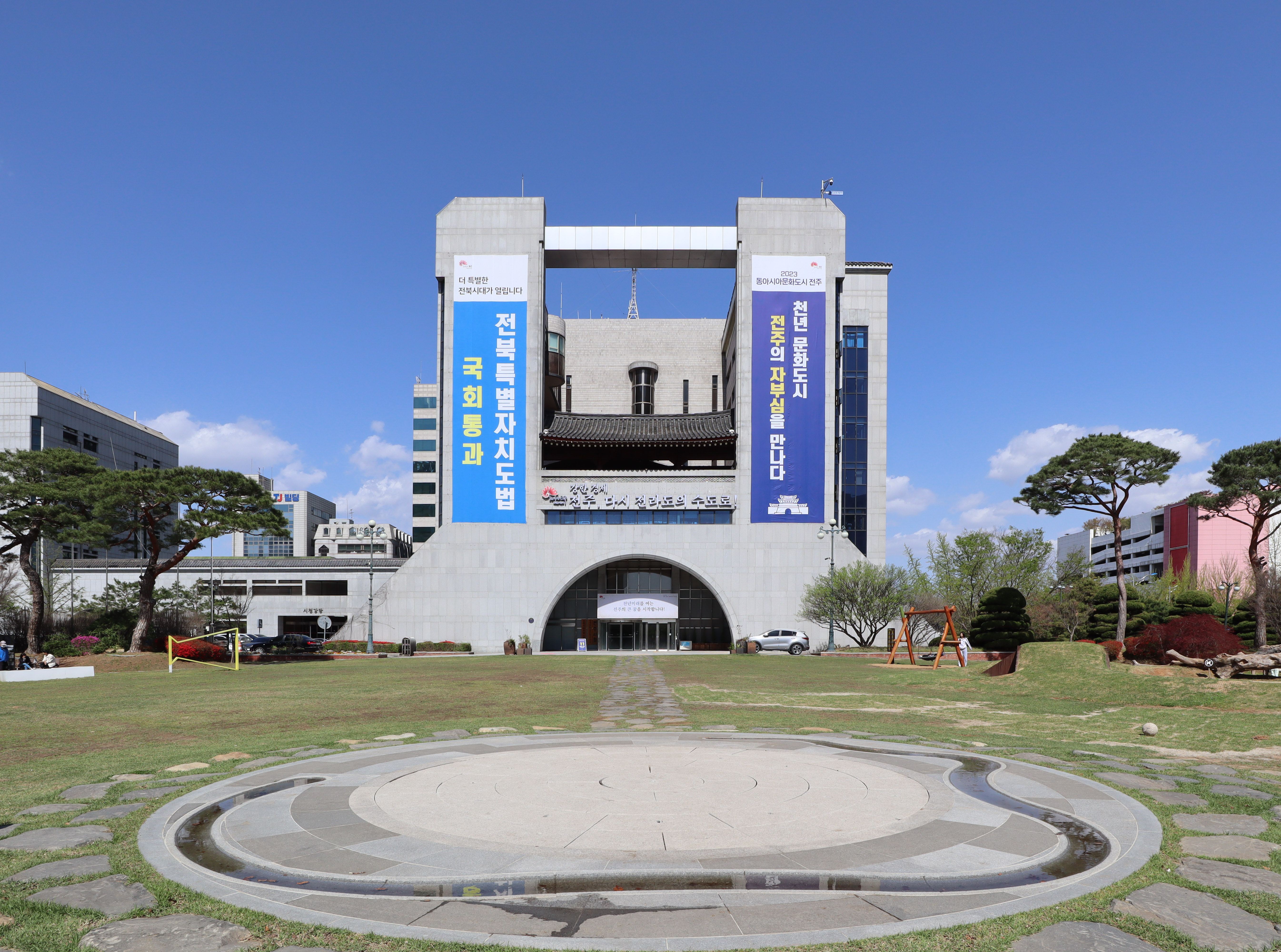
全州市庁

全州市（チョンジュし）は、大韓民国全北特別自治道中部の市。道庁所在地であり、全北特別自治道で唯一の大都市である。

## 歴史

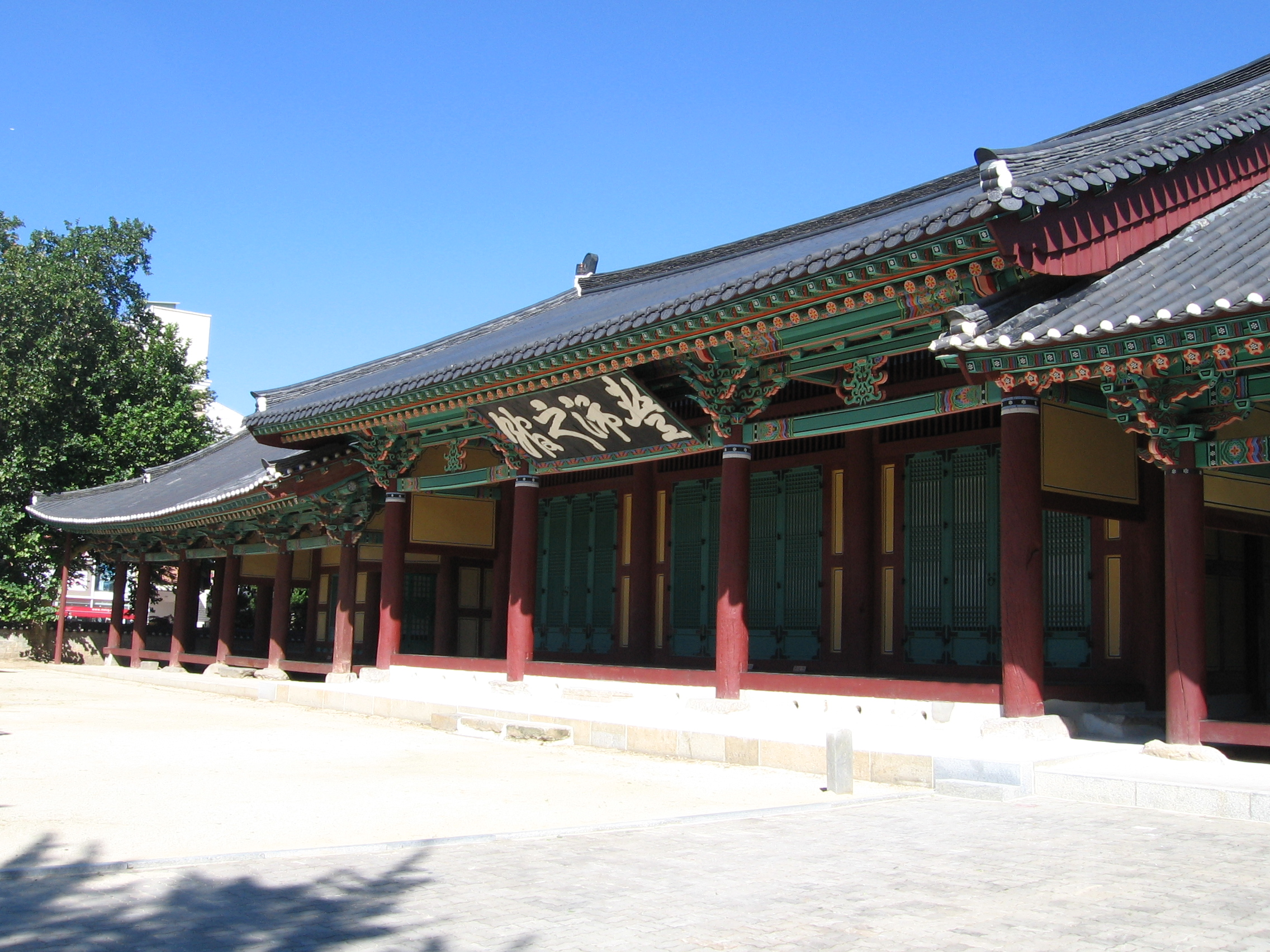
全州はかつての全羅道の中心であり、当時の官庁が残る。全州客舎（豊沛之館）は中央から来た高官が宿泊した施設

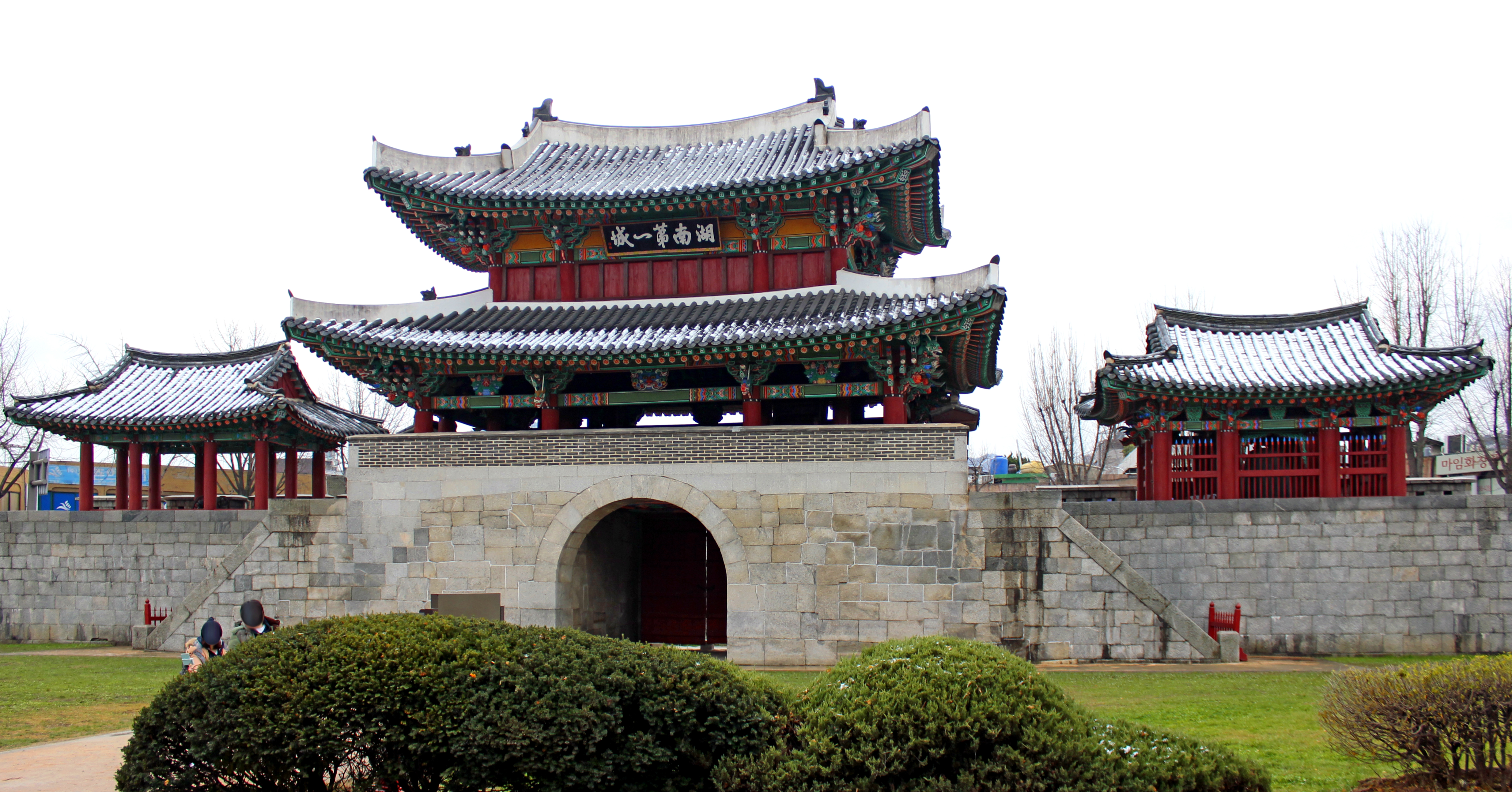
豊南門

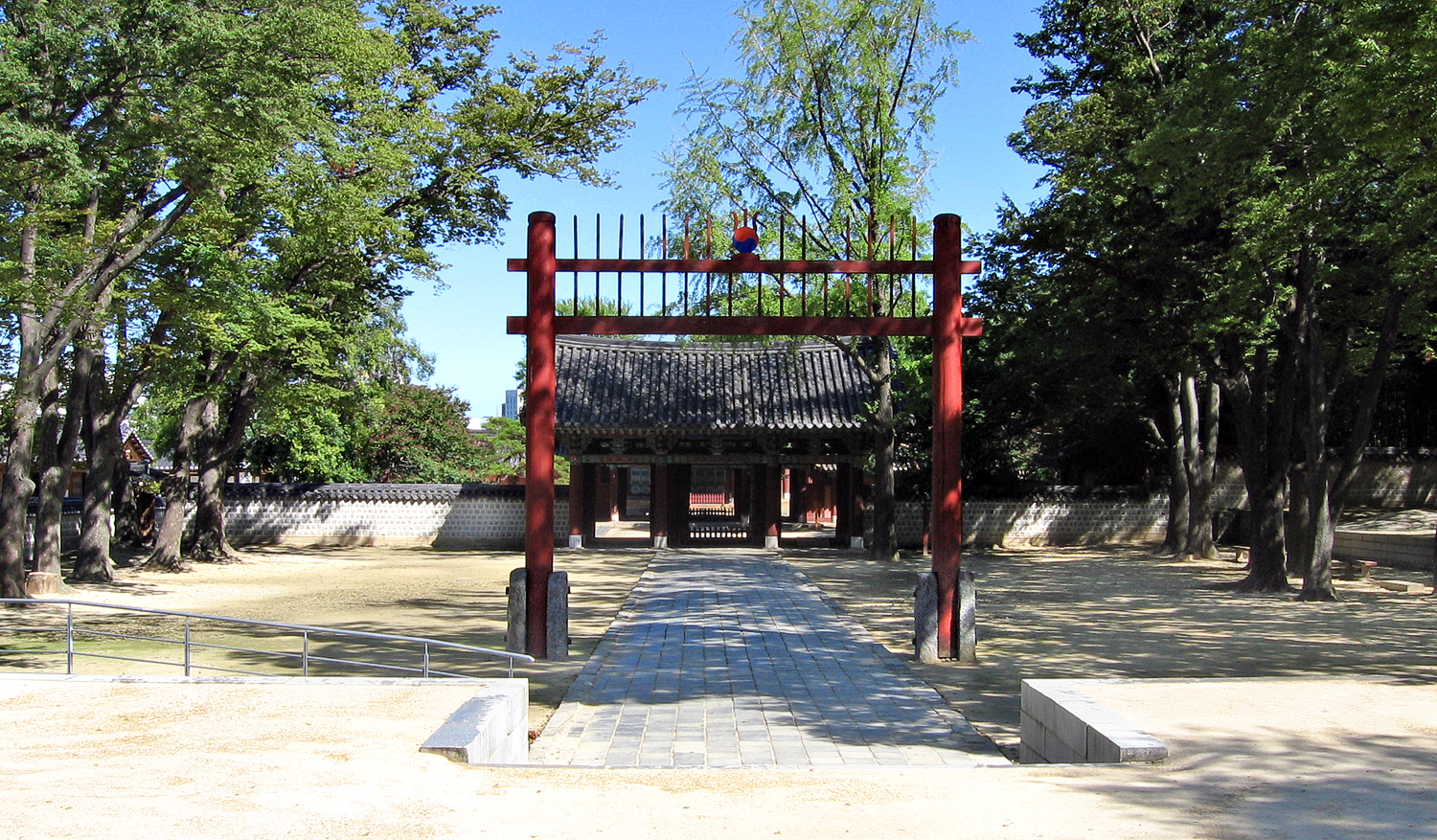
全州 慶基殿

百済時代には完山と呼ばれた。三韓時代の百済の時から形成された古い町であり、歴史と伝統が沢山残っているため多くの観光客が訪ねている。
また昔から味の都と呼ばれており、全州の食べ物は韓国の中でも最高の味であることを自慢としており、全州の人の味覚のレベルは高いと言われる。その特産品は「全州八味」(전주팔미)などと称されている。
- 685年 - 新羅が完山州を設置。
- 757年 - 全州に改称。（全国九州の一つ）
- 892年 - 後百済の都となる。
- 1597年 - 日本軍入城。
- 1894年 - 農民軍が占領（甲午農民戦争）。
- 1914年4月1日 - 府郡統廃合時に高山郡が全州郡に合併。[2]同日、全州面を設置。
- 1930年7月1日 - 全州郡伊東面老松里・華山里・相生里および劔岩里の一部、薍田面石仏里の一部、上関面大聖里の一部を編入。 [3]
- 1931年4月1日 - 全州郡全州面が全州邑に昇格。[4]
- 1935年10月1日 - 全州郡全州邑が全州府に昇格。全州郡の残存区域は完州郡に改称。[5]
- 1940年11月1日 - 完州郡伊東面の劔岩里・麟后里・中山里・西新里、助村面の上可里、雨田面石仏里の一部を編入。[6]
- 1949年8月15日 - 全州府が全州市に改称。[7]
- 1957年11月6日 - 完州郡草浦面の牛方里・新成里・鳳岩里・松田里・全堂里・美山里、雨田面の松亭里・孝子里・洪山里・太平里・桂用里・案山里・石仏里・長川里・文亭里、龍進面の牙中里および山亭里の一部、上関面大聖里の一部、助村面の五松里・詩川里・銅谷里および東山里・如意里の各一部を編入。[8]
- 1973年7月1日 - 完州郡龍進面山亭里の一部を牛牙洞に編入。[9]
- 1983年2月15日 - 完州郡上関面大聖洞・色長里、龍進面山亭里の一部を編入。[10]
- 1987年1月1日 - 完州郡助村邑を編入。[11]
- 1988年7月1日 - 完山出張所・徳津出張所を設置。[12]
- 1989年
  - 1月1日 - 完州郡龍進面山亭里・今上里、九耳面龍伏里・仲仁里・院堂里・石九里を編入。[13]
  - 5月1日 - 完山出張所・徳津出張所がそれぞれ完山区・徳津区に昇格。（2区）
- 1990年8月1日 - 完州郡伊西面中里・上林里が完山区に編入。（2区）
- 1994年12月26日 - 金堤郡白鴎面道徳里・江興里・道々里、龍池面南井里が徳津区に編入。[14]（2区）
- 1995年4月20日 - 完山区に孝子出張所を設置。
- 1998年8月1日 - 孝子出張所を廃止。
- 2005年8月1日 - 徳津区の一部が完山区に編入。(2区)
- 2018年7月1日 - 完山区の一部が徳津区に編入。(2区)
- 2021年6月21日 - 市議会は竹島の領有権を主張する日本政府を糾弾する決議案を全会一致で採択した[15]。

## 行政

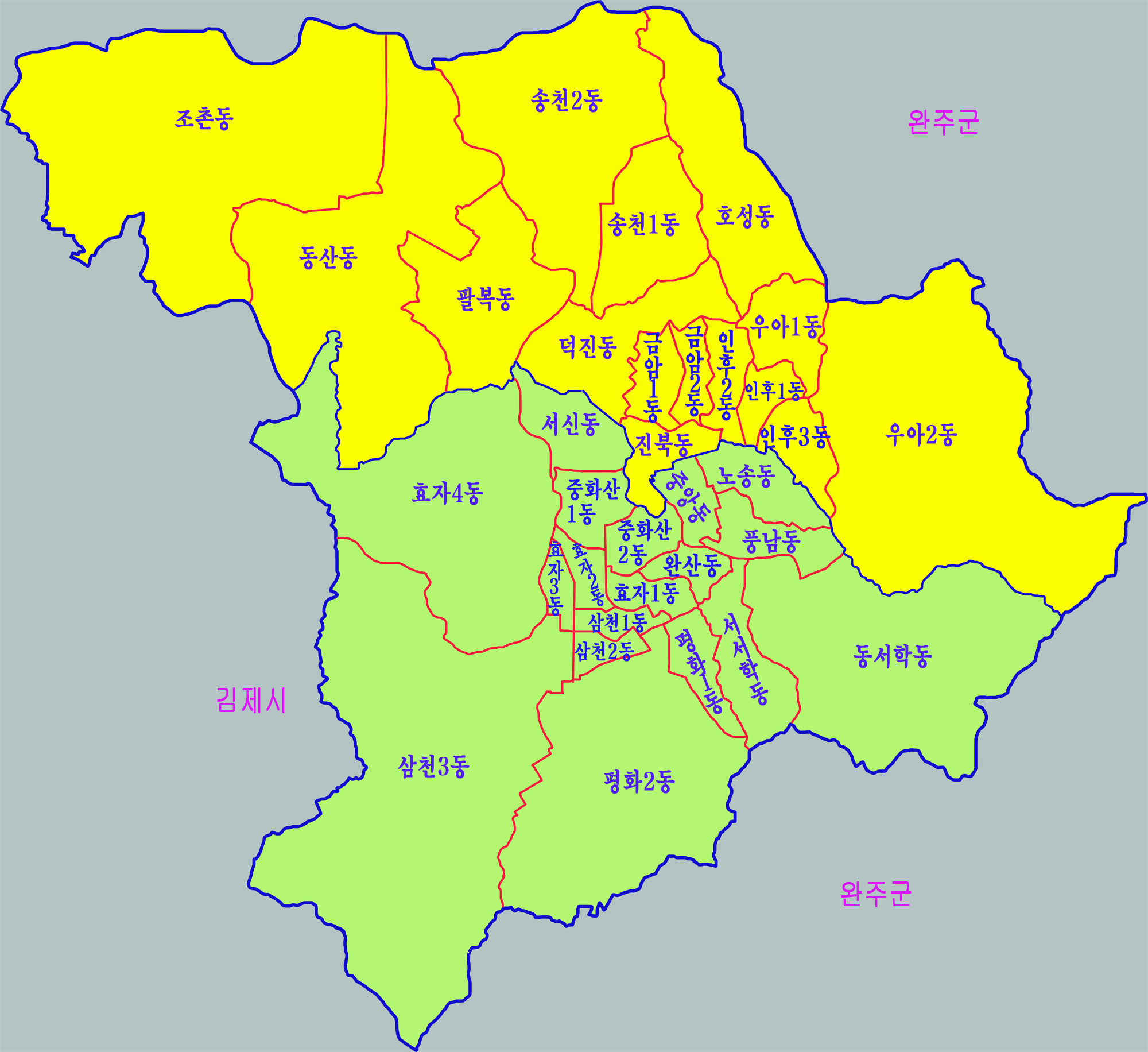
行政区域図

- 完山区（ワンサンく、南部）
- 徳津区（トクチンく、北部）

## 経済
全州市にある主要企業としては、現代自動車、エル・エスエムトロン、暁星先端素材、米元商社、三養士、現代エバーダイム、ケイシーシリコーン、アデカコリア、未来ペーパー、三陽華城、全北銀行、加温電線、シェプラ・コルジュなどがある。

## 人口
緩やかな増加傾向となっている。
- 2003年 620,374人
- 2008年 635,707人
- 2013年 651,043人

## 交通

### 鉄道
- 韓国鉄道公社（KORAIL）
  - 全羅線：東山駅 - 全州駅
    - 全州駅は1981年に市街東部に移設された。2011年よりKTXの乗り入れが開始され、龍山駅（ソウル特別市） - 麗水エキスポ駅系統の全列車が停車。龍山駅まで約2時間10分。ITX-セマウル・ムグンファ号も同区間の運転が中心で、龍山駅まではITX-セマウルで約3時間・ムグンファ号で約3時間30分。

  - 北全州線（貨物線）：東山駅 - 北全州駅

### バス
- 全州高速バスターミナル
  - 全州駅から西へ3kmの、市内中心部にある。ソウル高速バスターミナルへは昼間10分以内の間隔で運行されており、所要時間2時間40分。東ソウルバスターミナル行きも30分間隔。釜山総合高速バスターミナルへは1日10本で所要時間3時間20分。その他大田・大邱・光州・仁川・蔚山等への便がある。
- 全州市外バスターミナル
  - 高速ターミナルの東300mに所在。ソウル南部バスターミナルへ20～30分間隔で運行。釜山西部バスターミナルへは1日11本で所要時間3時間。その他全北特別自治道各地・水原市・清州市などへの便が発着。2013年より仁川国際空港行きの市外バスが運行を開始した。
- 空港バス
  - 上記市外バスとは別の、仁川国際空港行き（金浦国際空港経由）が、高速バスターミナルから2km南・全州駅から3km南西の全州コアホテル前発着で運行されている。

### 道路
- 湖南高速国道（25号線）：全州インターチェンジ

## 教育

### 大学
国立
- 全北大学校
- 全州教育大学校

私立
- 全州大学校
- イエス大学校

### 専門大学
- 全州ビジョン大学
- 全州紀全大学
- 韓国農水産大学

### 特殊学校
- 銅岩チャドル学校
- 全州ソンファ学校
- 全州ユファ学校
- 全州ンファ学校
- 全州ジャリム学校

## 観光
- 国立全州博物館（百済時代の遺物中心）
- 全州博物館（甲午農民戦争などの近代史を紹介）
- 東固山城（後百済時代の山城）
- 全州客館（朝鮮時代の建築）

中央（中国）からの高官をもてなしたゲストハウスだった建物の正面には、大きく「豊沛の館」とある。これは中国、前漢の初代皇帝劉邦の出身地である「沛県郡豊県（現在の江蘇省徐州市沛県）」にあやかったもの。
- 韓屋村／ハノンマウル（韓国の伝統家屋が残っている村）

## 気候
- 最高気温極値38.2℃（1994年7月23日）
- 最低気温極値-17.1℃（1933年1月27日）

| 全州市の気候                                                | 全州市の気候 | 全州市の気候 | 全州市の気候 | 全州市の気候 | 全州市の気候 | 全州市の気候 | 全州市の気候   | 全州市の気候   | 全州市の気候  | 全州市の気候 | 全州市の気候 | 全州市の気候 | 全州市の気候     |
| 月                                                          | 1月          | 2月          | 3月          | 4月          | 5月          | 6月          | 7月            | 8月            | 9月           | 10月         | 11月         | 12月         | 年               |
| ----------------------------------------------------------- | ------------ | ------------ | ------------ | ------------ | ------------ | ------------ | -------------- | -------------- | ------------- | ------------ | ------------ | ------------ | ---------------- |
| 最高気温記録 °C （°F）                                      | 18.3 (64.9)  | 22.9 (73.2)  | 28.2 (82.8)  | 31.2 (88.2)  | 35.1 (95.2)  | 35.8 (96.4)  | 38.6 (101.5)   | 38.9 (102)     | 34.5 (94.1)   | 31.5 (88.7)  | 28.0 (82.4)  | 23.0 (73.4)  | 38.9 (102)       |
| 平均最高気温 °C （°F）                                      | 4.8 (40.6)   | 7.5 (45.5)   | 13.0 (55.4)  | 19.7 (67.5)  | 25.0 (77)    | 28.4 (83.1)  | 30.6 (87.1)    | 31.3 (88.3)    | 27.4 (81.3)   | 21.7 (71.1)  | 14.4 (57.9)  | 7.1 (44.8)   | 19.2 (66.6)      |
| 日平均気温 °C （°F）                                        | 0.0 (32)     | 2.0 (35.6)   | 6.8 (44.2)   | 12.9 (55.2)  | 18.5 (65.3)  | 22.8 (73)    | 26.2 (79.2)    | 26.5 (79.7)    | 21.9 (71.4)   | 15.4 (59.7)  | 8.8 (47.8)   | 2.2 (36)     | 13.7 (56.7)      |
| 平均最低気温 °C （°F）                                      | −4.3 (24.3)  | −2.8 (27)    | 1.4 (34.5)   | 6.9 (44.4)   | 12.7 (54.9)  | 18.2 (64.8)  | 22.7 (72.9)    | 22.9 (73.2)    | 17.4 (63.3)   | 10.1 (50.2)  | 3.9 (39)     | −2.1 (28.2)  | 8.9 (48)         |
| 最低気温記録 °C （°F）                                      | −17.1 (1.2)  | −16.6 (2.1)  | −12.2 (10)   | −3.9 (25)    | 2.2 (36)     | 8.2 (46.8)   | 12.1 (53.8)    | 12.5 (54.5)    | 4.0 (39.2)    | −2.7 (27.1)  | −8.4 (16.9)  | −15.0 (5)    | −17.1 (1.2)      |
| 降水量 mm （inch）                                          | 26.9 (1.059) | 36.8 (1.449) | 53.7 (2.114) | 78.4 (3.087) | 82.8 (3.26)  | 159.0 (6.26) | 302.8 (11.921) | 289.6 (11.402) | 128.2 (5.047) | 57.3 (2.256) | 49.8 (1.961) | 34.0 (1.339) | 1,299.3 (51.154) |
| 平均降水日数 （≥0.1 mm）                                    | 8.3          | 6.9          | 9.4          | 8.7          | 8.9          | 10.3         | 16.0           | 15.0           | 9.3           | 6.6          | 8.9          | 9.0          | 117.3            |
| 平均降雪日数                                                | 8.3          | 5.0          | 2.3          | 0.2          | 0.0          | 0.0          | 0.0            | 0.0            | 0.0           | 0.0          | 1.4          | 7.2          | 24.4             |
| % 湿度                                                      | 66.8         | 63.5         | 60.9         | 59.1         | 63.2         | 70.6         | 77.5           | 76.9           | 73.4          | 69.4         | 67.4         | 67.6         | 68.0             |
| 平均月間日照時間                                            | 151.2        | 162.3        | 191.7        | 209.7        | 220.5        | 168.1        | 133.1          | 153.1          | 169.6         | 198.7        | 158.1        | 142.9        | 2,059            |
| 出典：韓国気象庁 (平均値：1991年-2020年、極値：1918年-現在) |              |              |              |              |              |              |                |                |               |              |              |              |                  |

## 文化

### 全州ビビンバ

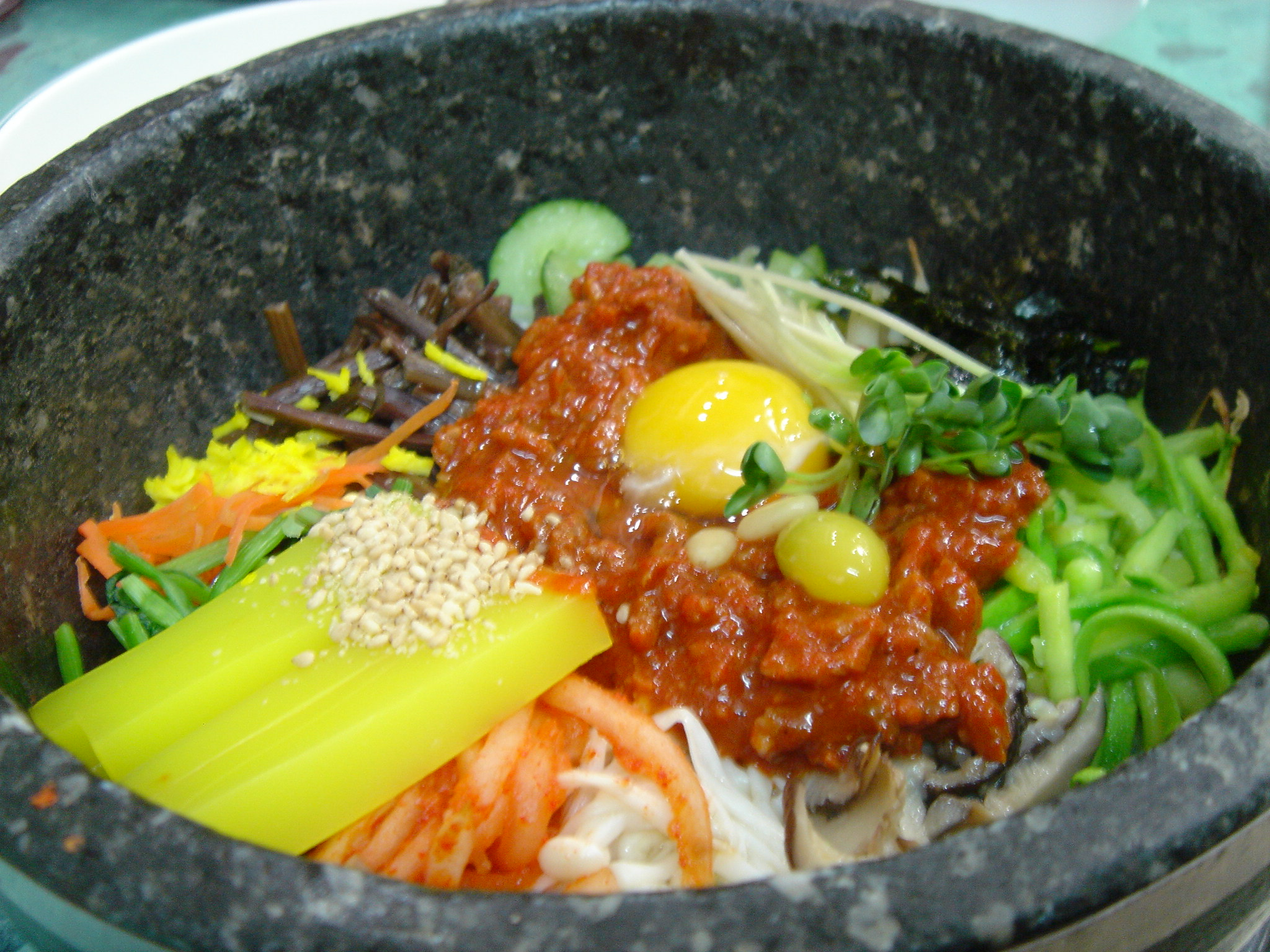
全州ビビンバ

ビビンバは伝統的に全州、晋州、海州で発達した。特に全州ビビンバは平壌の冷麺、開城の湯飯（スープご飯）とともに朝鮮王朝時代の三大名菜とされた。現在、韓国の無形文化財となっている。全州が位置する湖南平野で生産される具材が特徴である。

### 映画祭
2000年から毎年「全州国際映画祭」が行われている。中でも、毎回アジアで活躍する3人の映画監督に一人30分で、製作を依頼したオムニバス映画『三人三色』の人気が高い。

### 博物館
- 全州歴史博物館 (전주역사박물관)
- 国立全州博物館 (국립전주박물관)
- 全北大学校博物館 (전북대학교 박물관)
- 全州大学校博物館 (전주대학교 박물관)

### 文化芸術会館
- 韓国音文化の殿堂 (한국소리문화의전당)
- 全北芸術会館 (전북예술회관)
- 徳津芸術会館 (덕진예술회관)
- 全北教育文化会館 (전북교육문화회관)
- 全北大学校 三星(サムスン)文化会館 (전북대학교 삼성문화회관)

キョドン アート センター (교동아트센터)

### 行事
- 全州国際映画祭 (전주국제영화제)
- 全州 薬令市 祭典 行事 (전주 약령시 제전 행사)
- 全州 紙文化祭り (전주 종이 문화 축제)
- 全州 豊南制 (전주 풍남제)
- 全州 デサスプノルイ 全国大会 (전주 대사습놀이 전국대회)
- 全州 世界 音 祭り (전주 세계 소리 축제)

## スポーツ

### 全州市を本拠とするスポーツチーム
サッカーの全北現代モータースは、2020シーズン終了時点でKリーグを8回制している。バスケットボールの全州KCCイージスは2011年時点でリーグ最多優勝回数を誇る。
| 種目     | チーム名           | 創立年度 | ホーム競技場             |
| Kリーグ1 | 全北現代モータース | 1983年   | 全州ワールドカップ競技場 |
| WKリーグ | 全北KSPO           | 2011年   |                          |
| KBL      | 全州KCCイージス    | 1997年   | 全州体育館               |

かつては韓国プロ野球のサンバンウル・レイダースが市内を本拠としていたが、2000年に解散。チームはSKワイバーンズが新規参入の形で引き継ぎ、同時に本拠地を仁川広域市に移転した。

### 大会
- 全州国際インラインスケートマラソン
  - 毎年9月に開催。42.195kmの他いくつかの距離設定があり、約3,000人が参加する。

- 2002年 2002 FIFAワールドカップを 開催した 都市である。

## ギャラリー

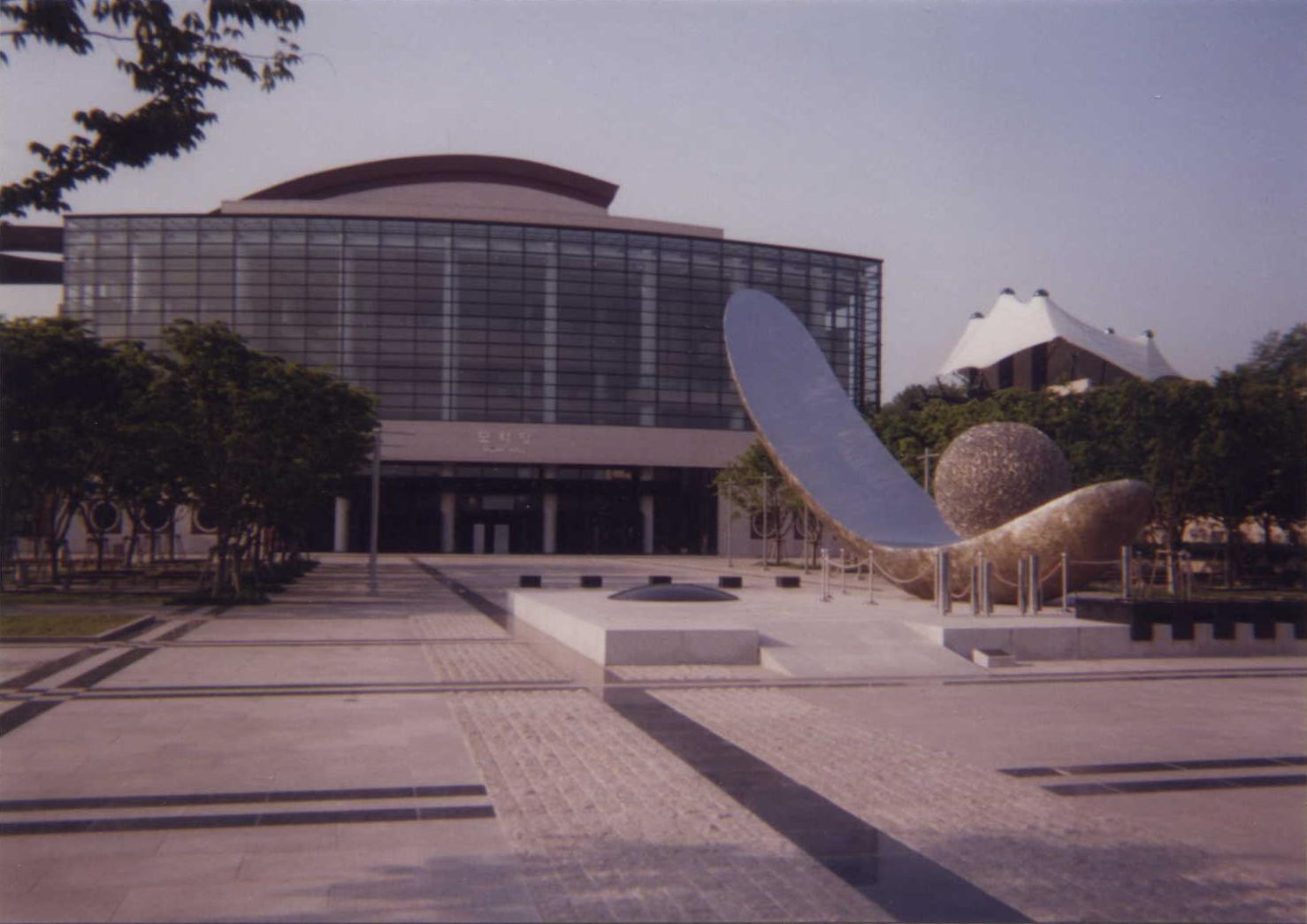
韓国音の文化の殿堂
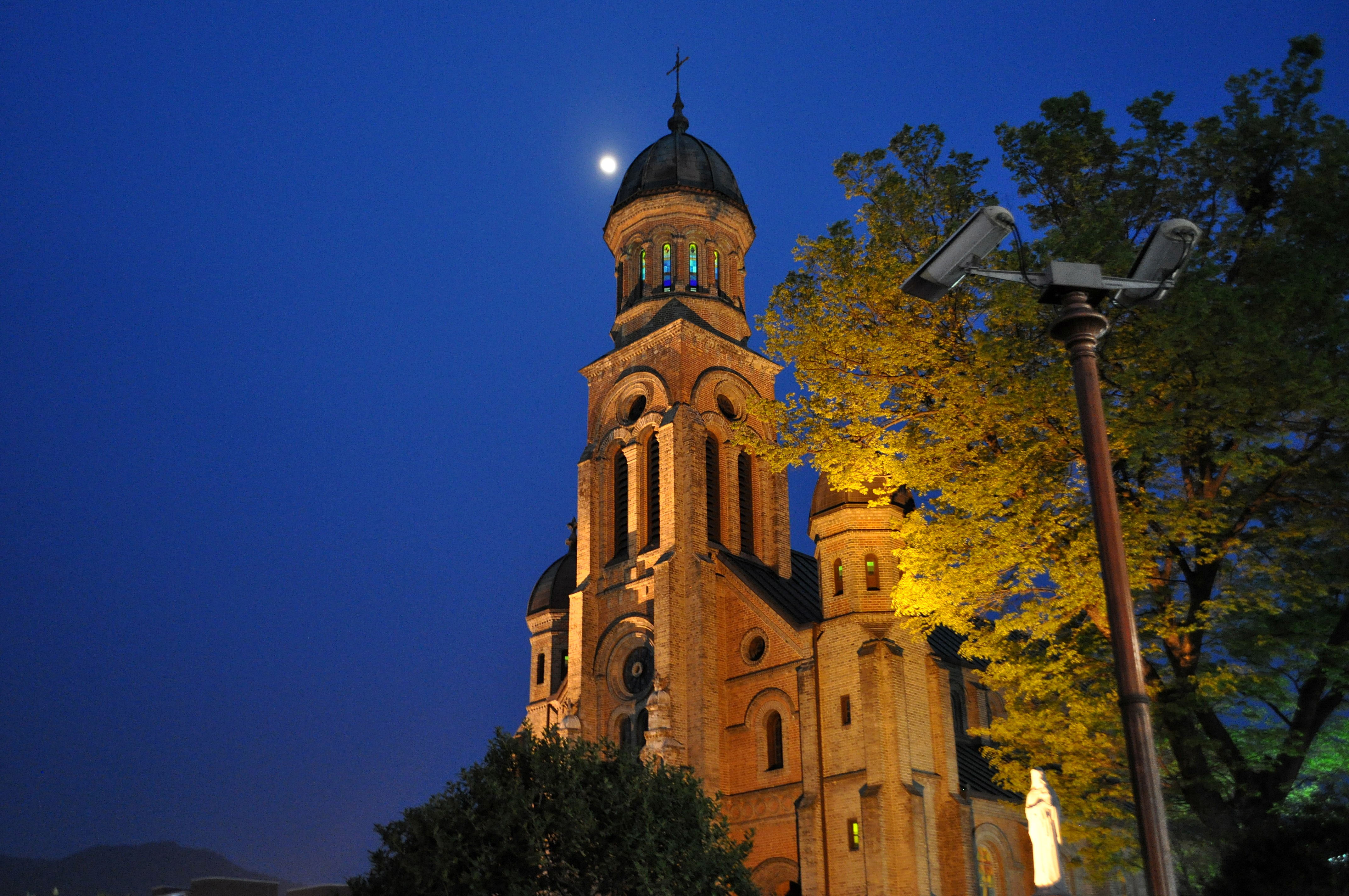
殿洞聖堂の夜景
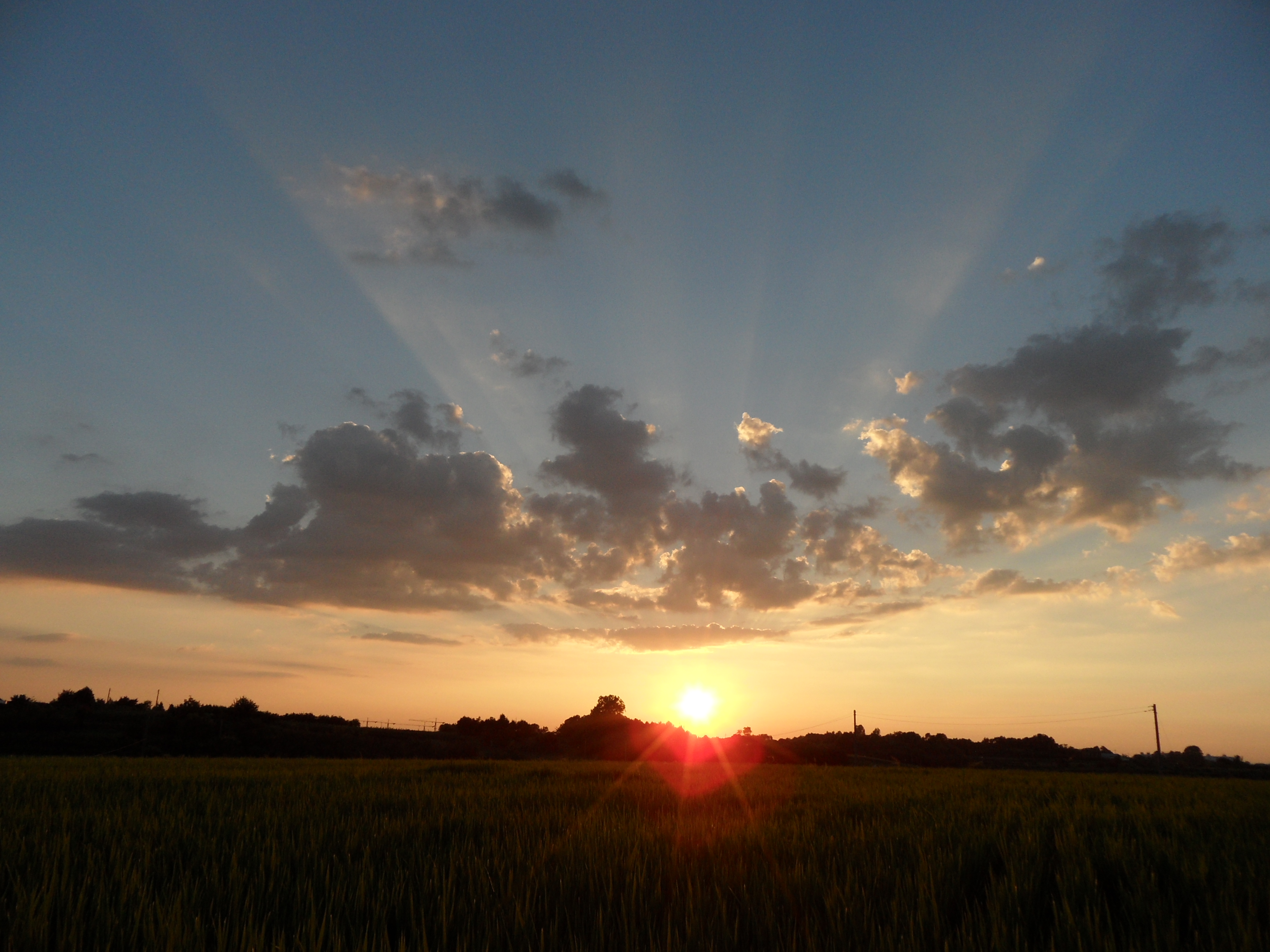
全州市郊外の夕日
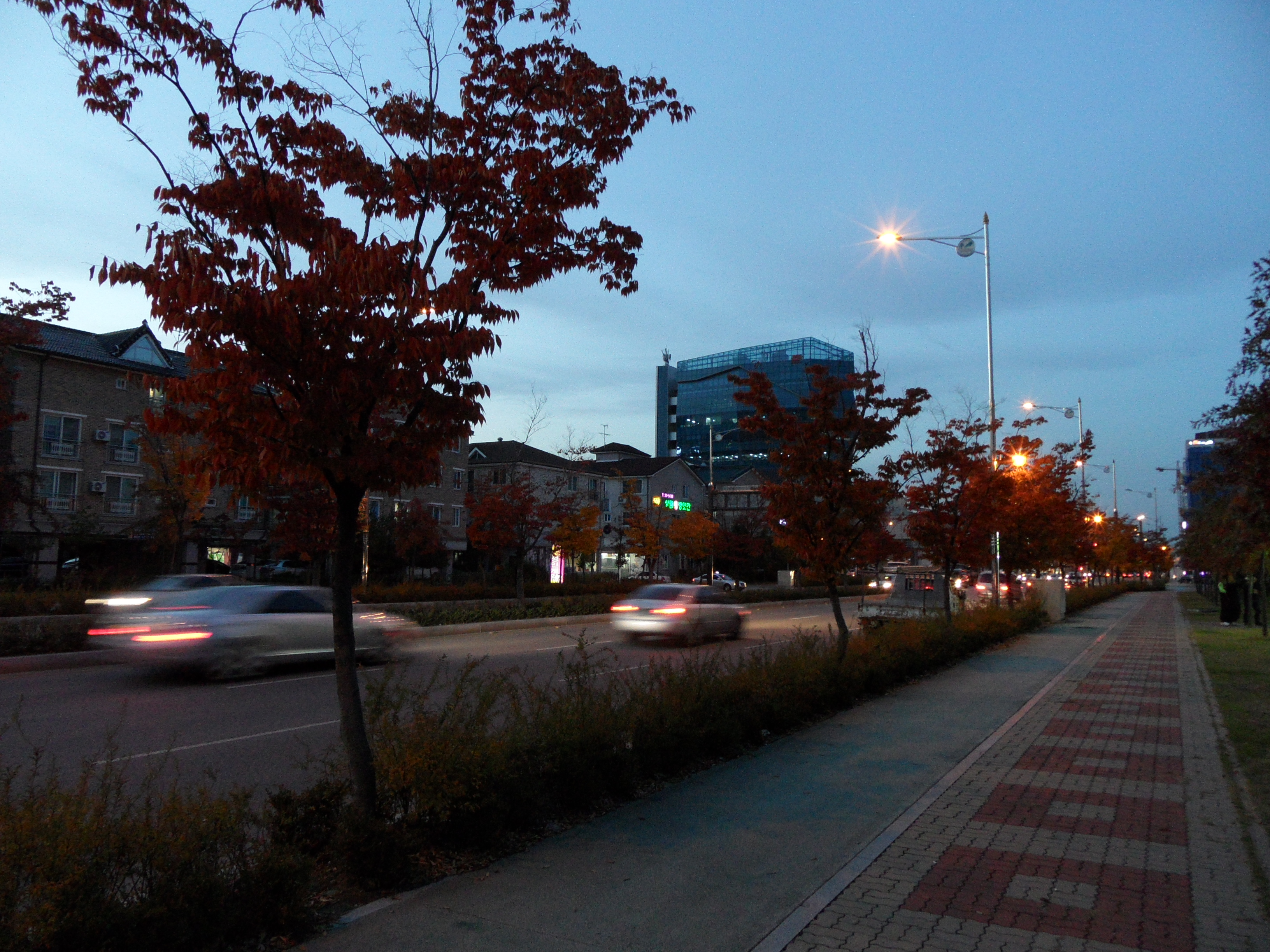
市内の道路
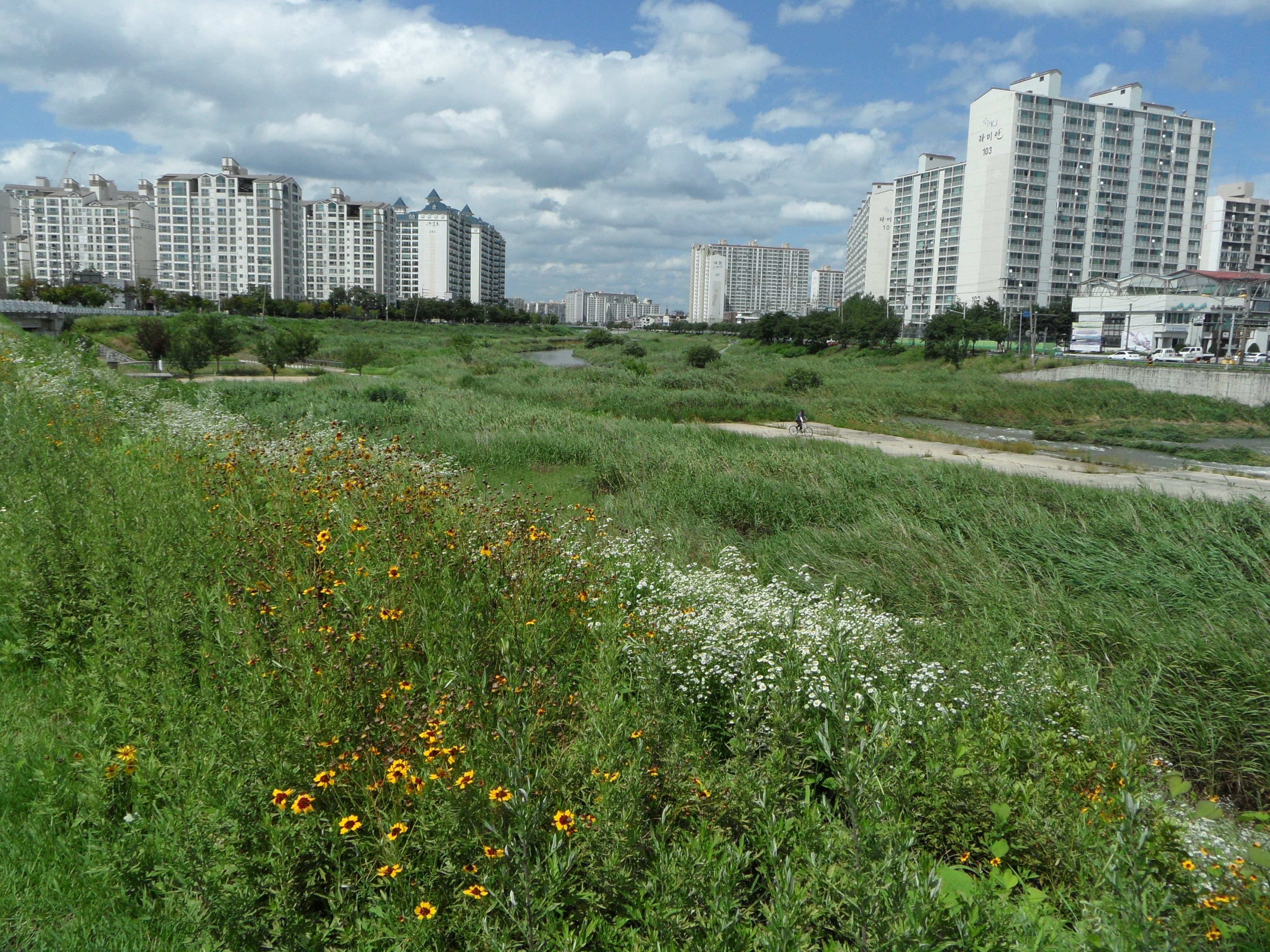
三川
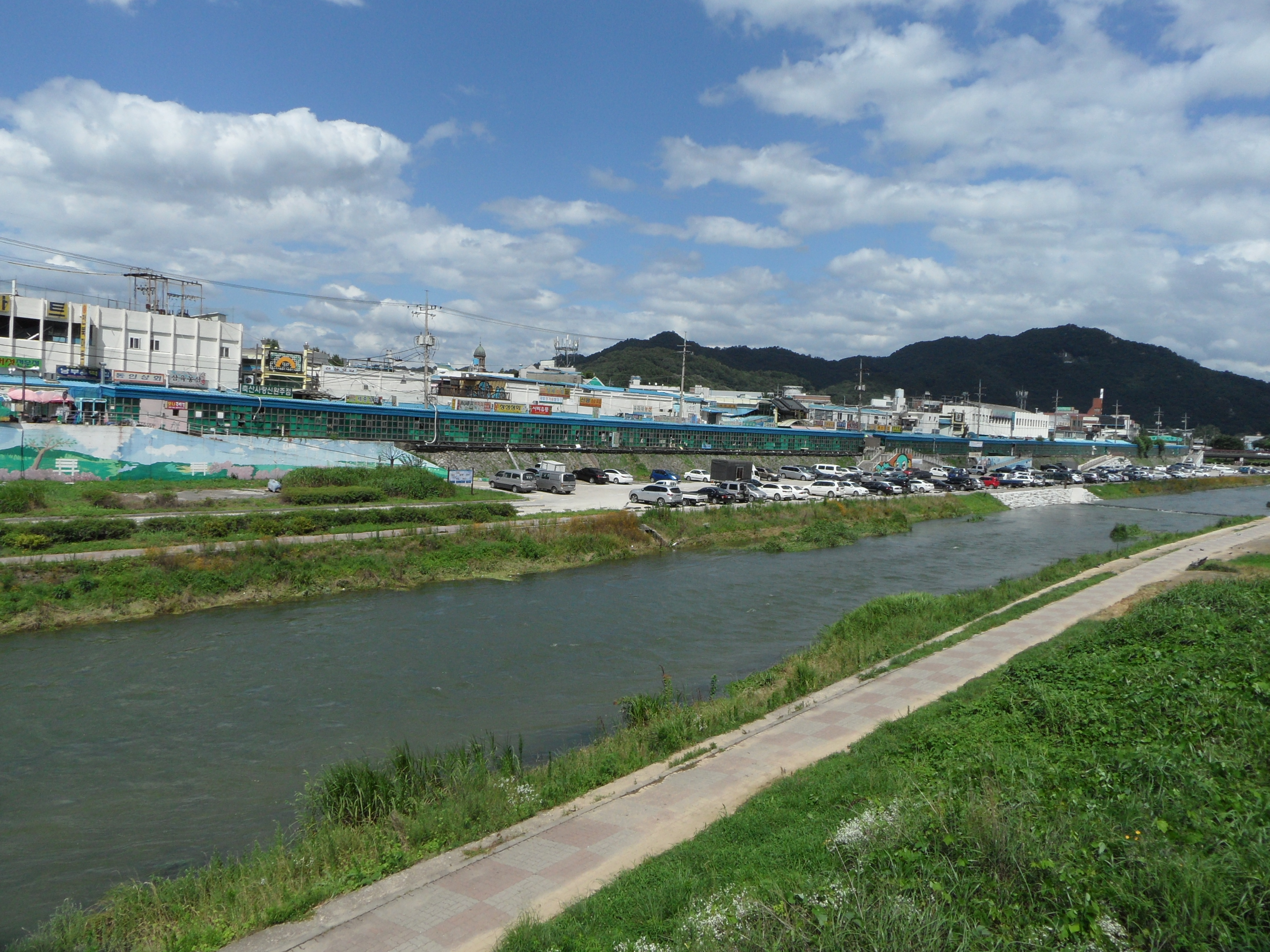
全州川の対岸より望む南部市場
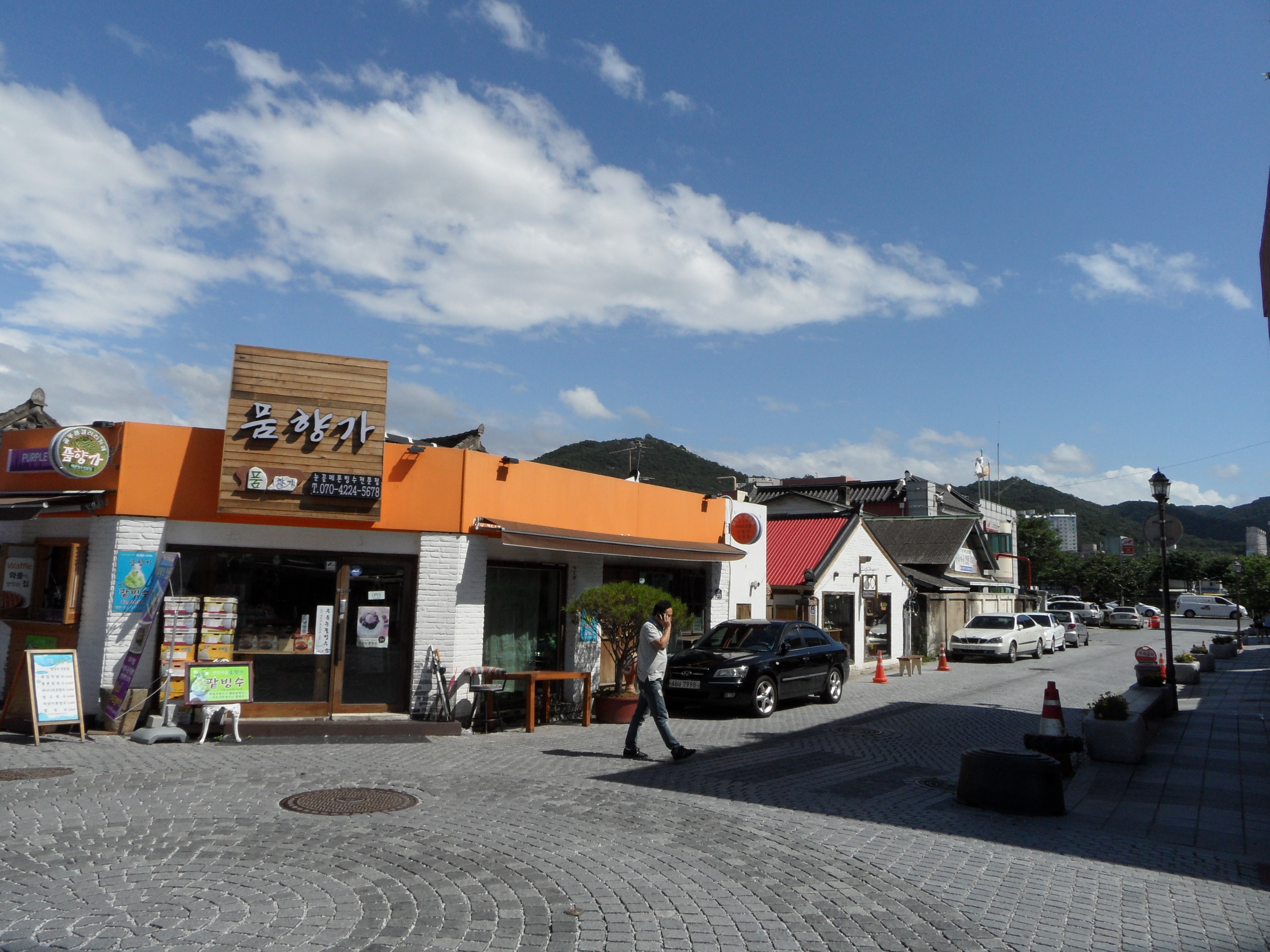
全州韓屋村
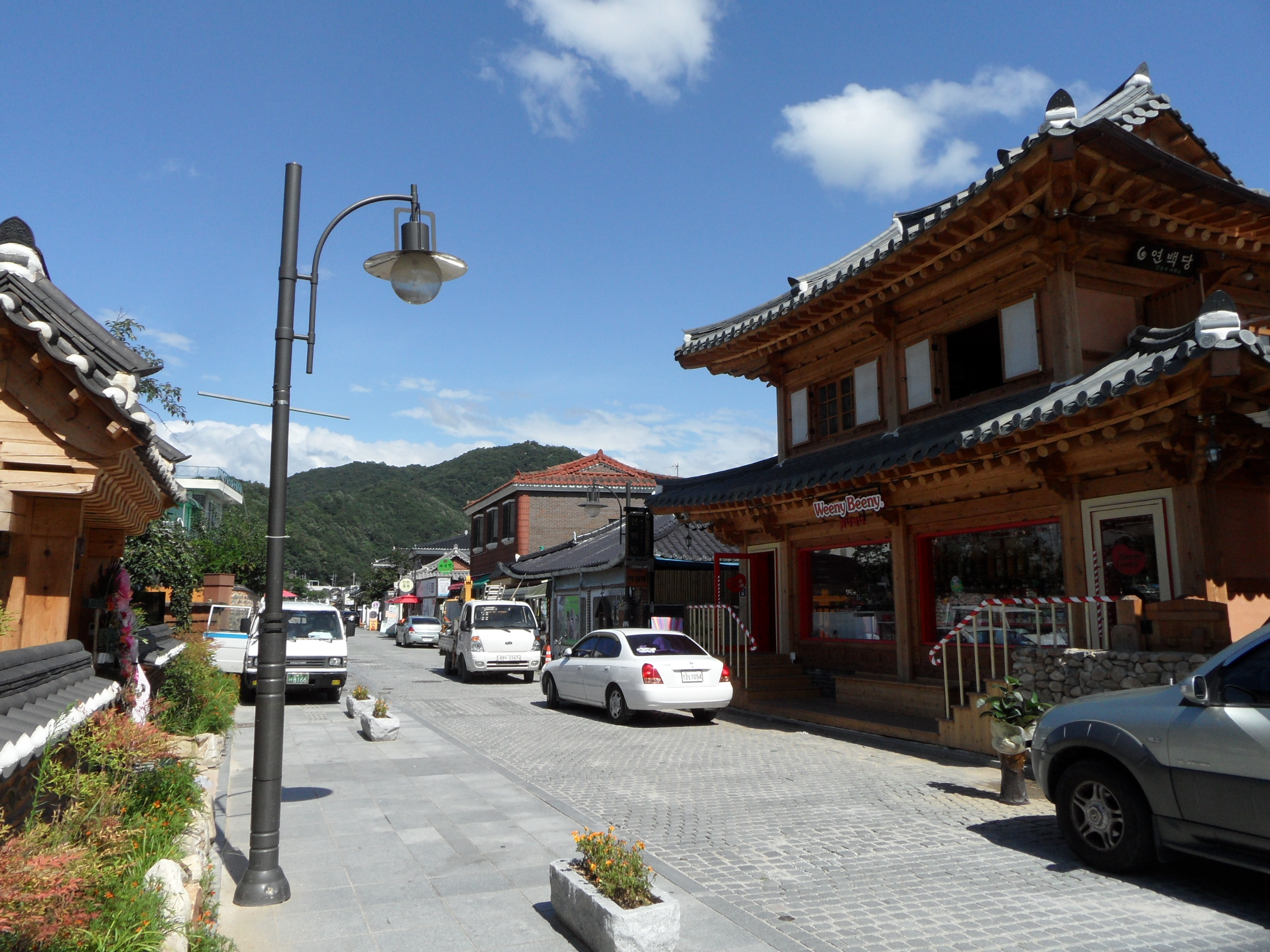
全州韓屋村
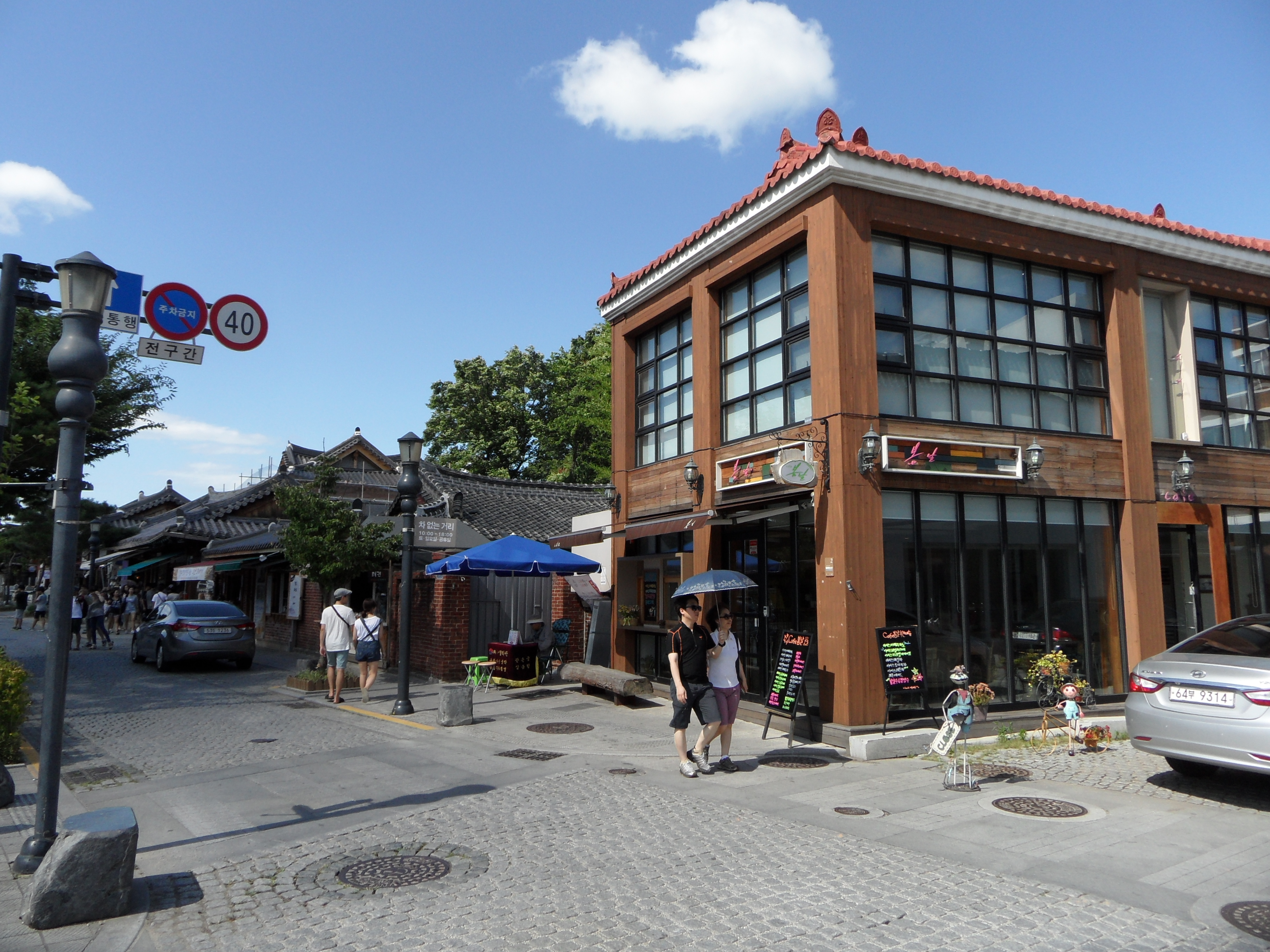
全州韓屋村
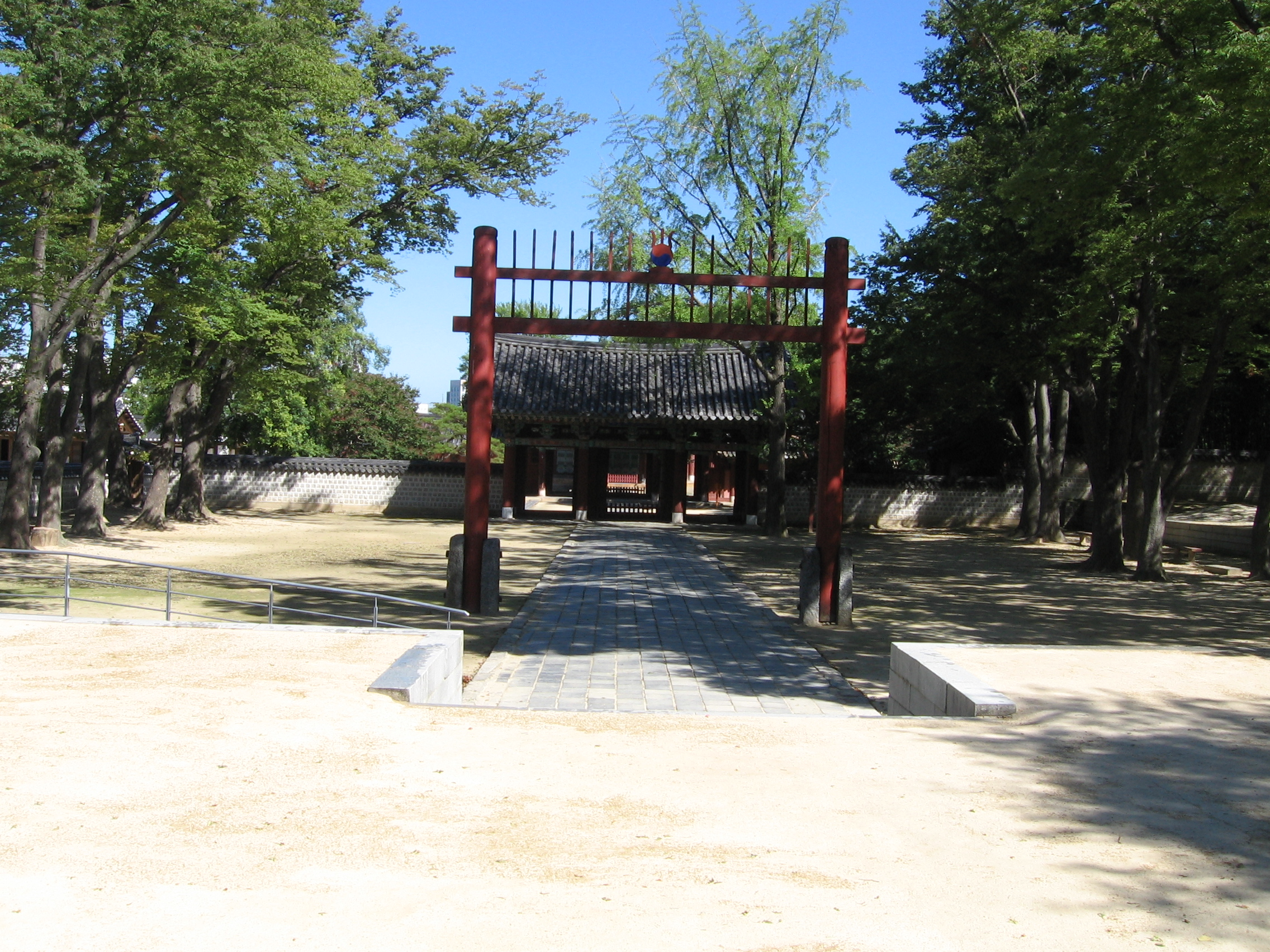
全州慶基殿
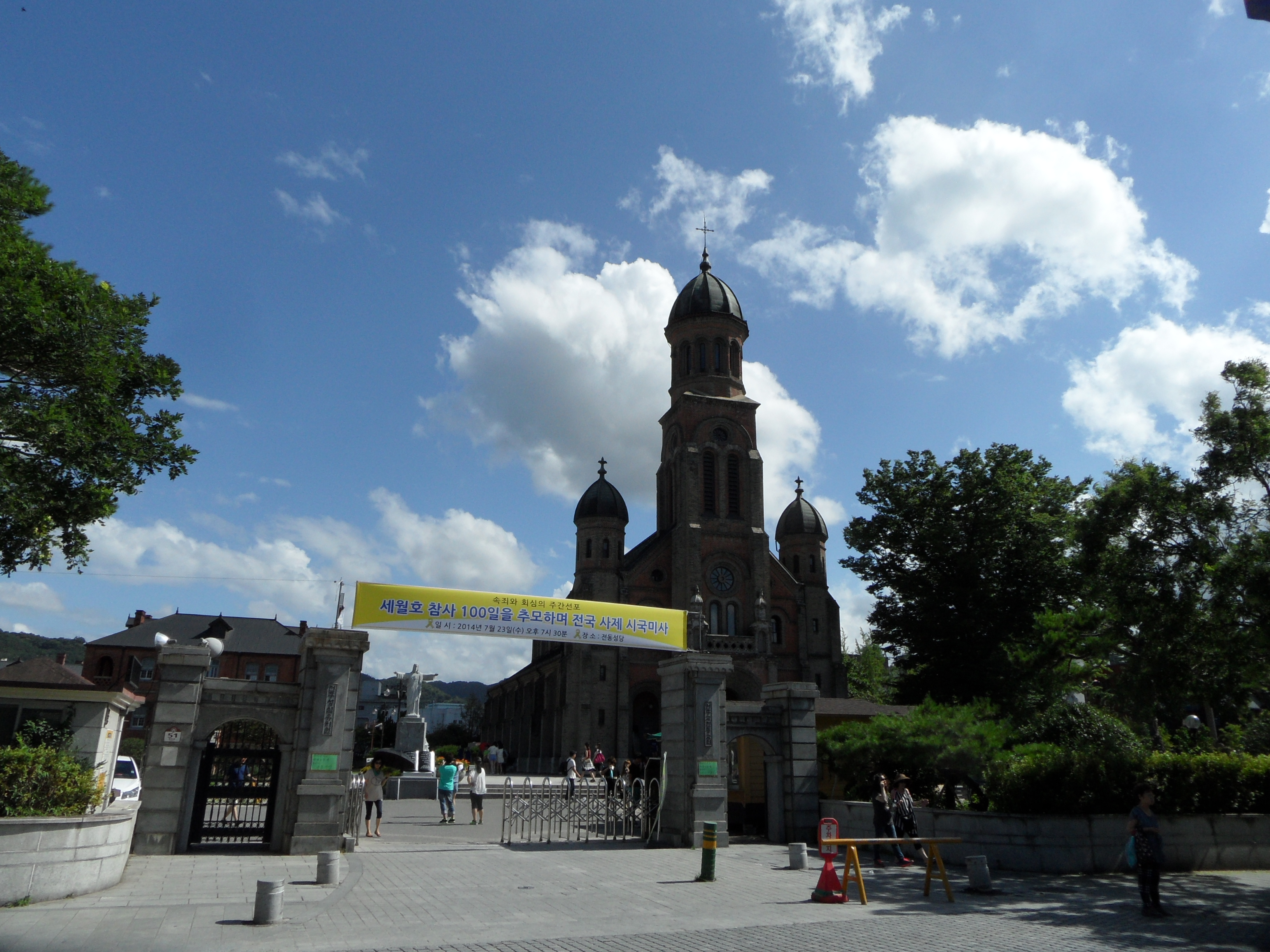
殿洞聖堂
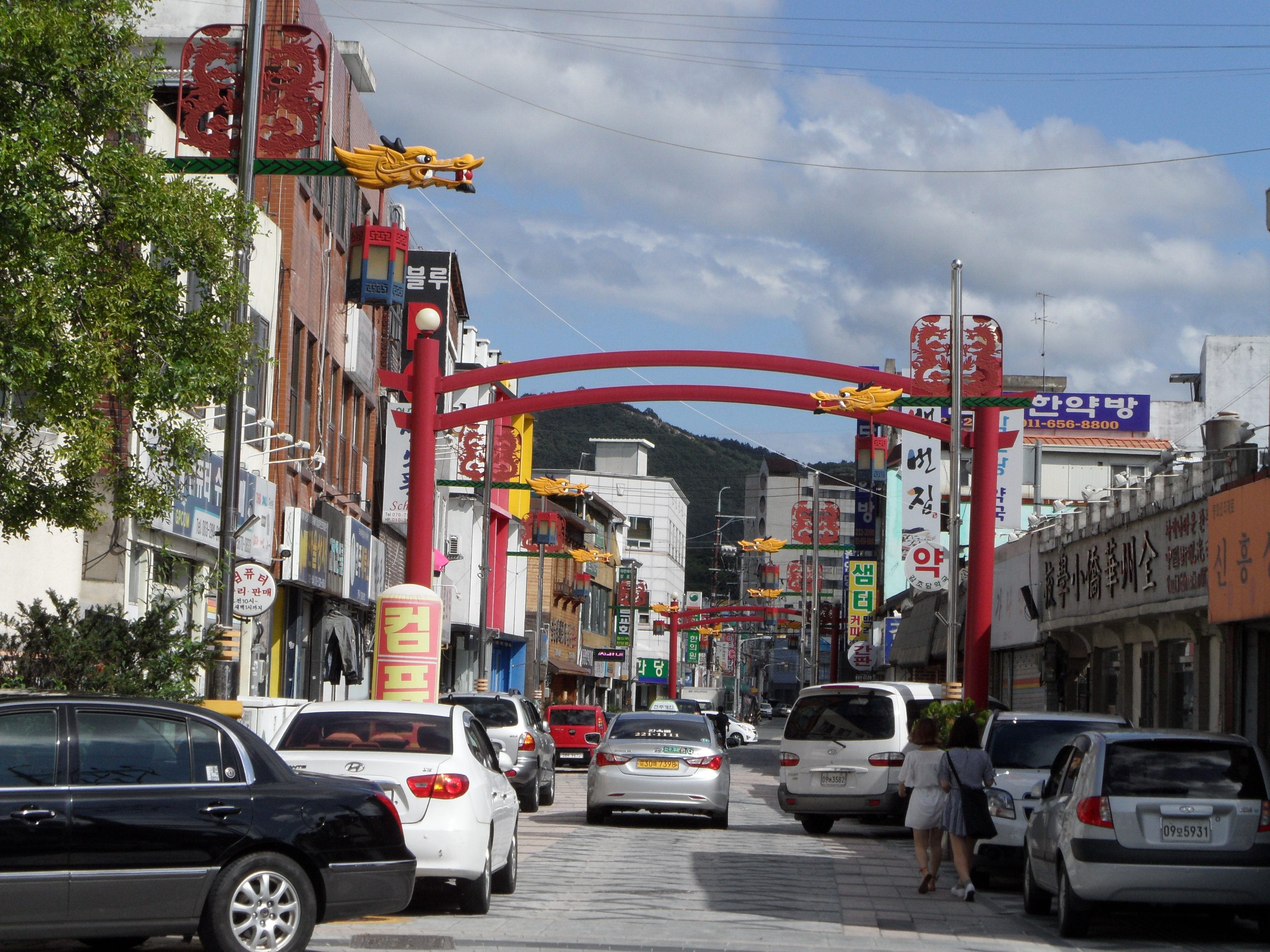
全州中華街
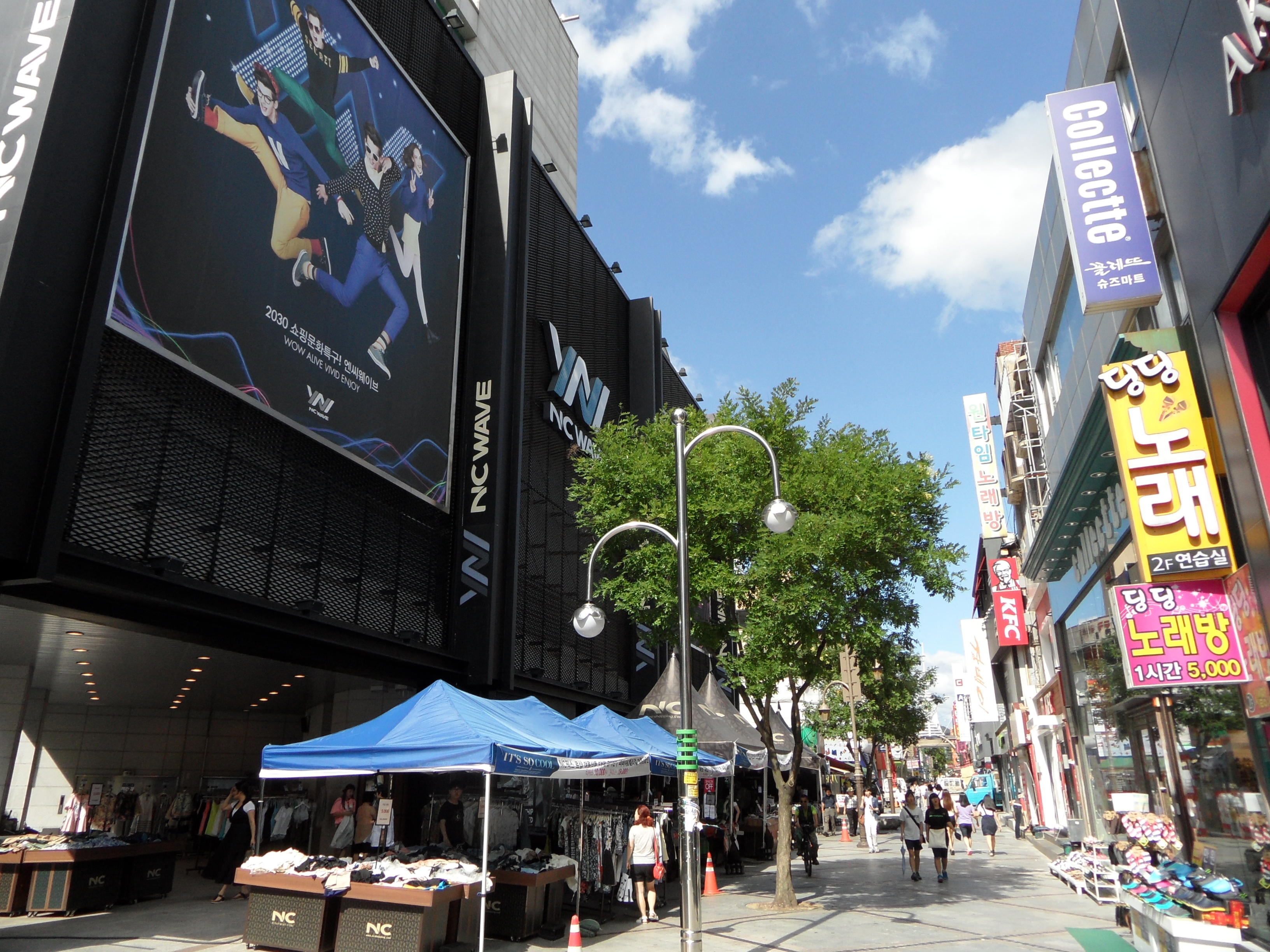
客舎商店街
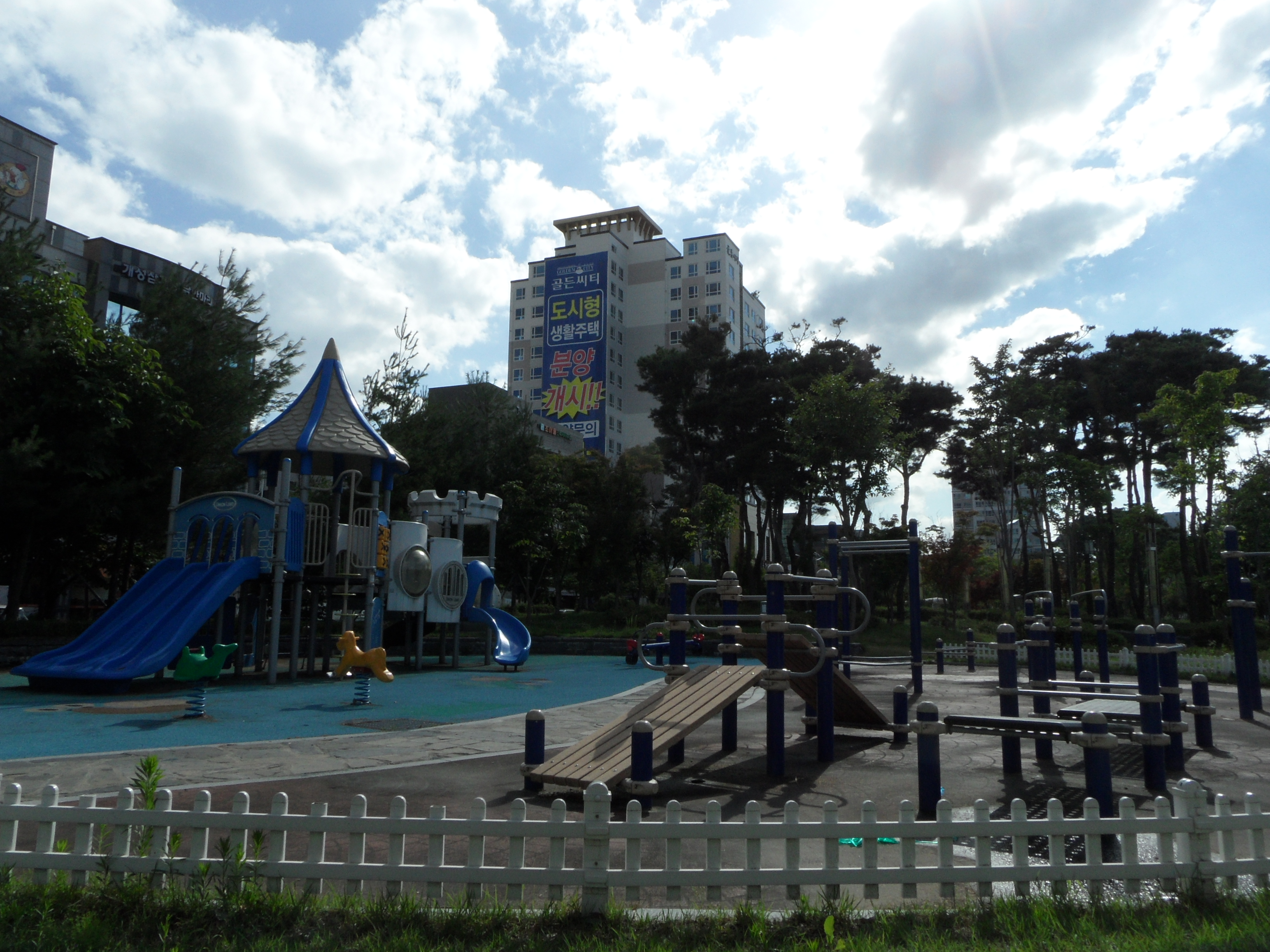
孝子洞の公園
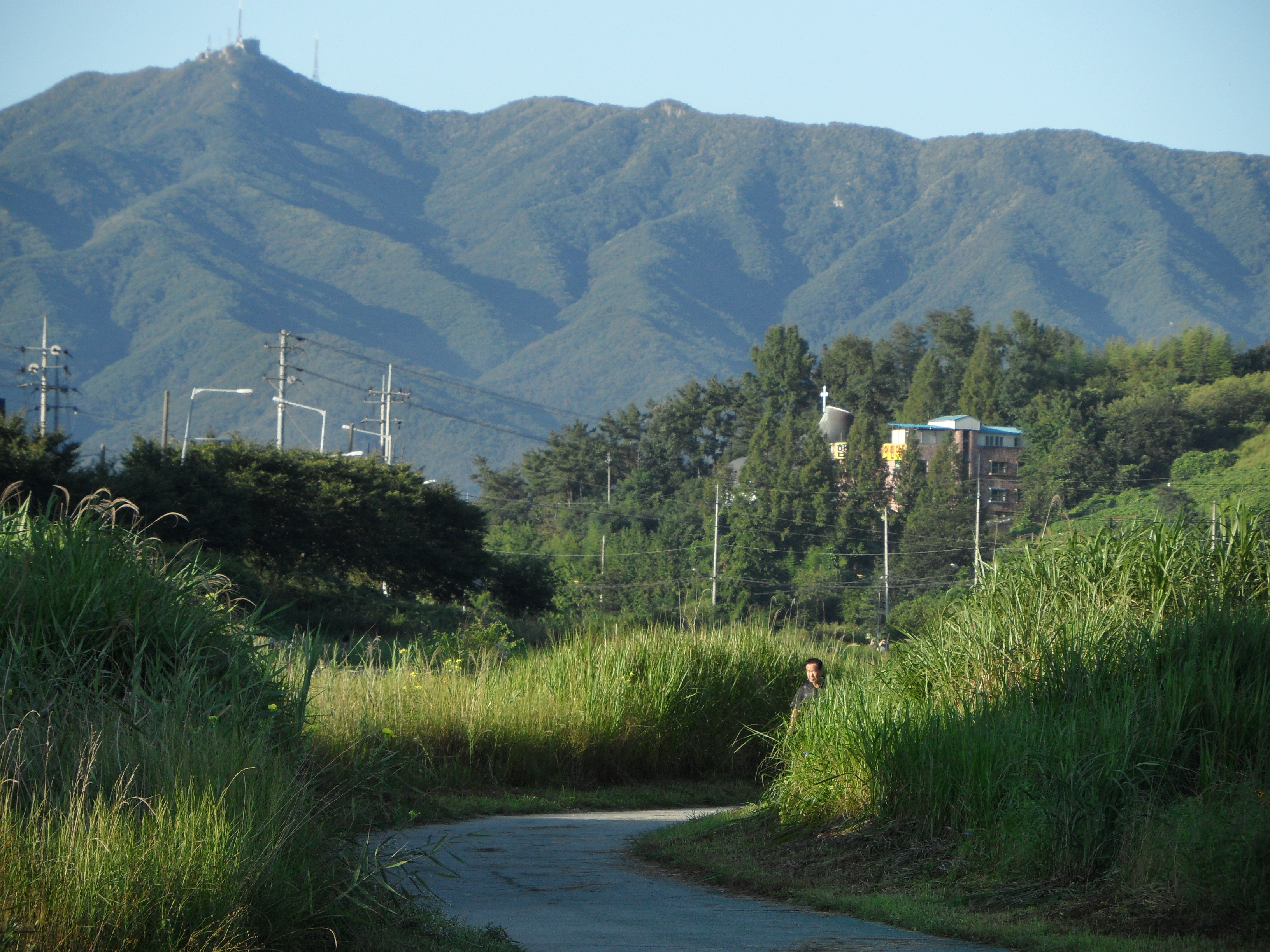
郊外の風景
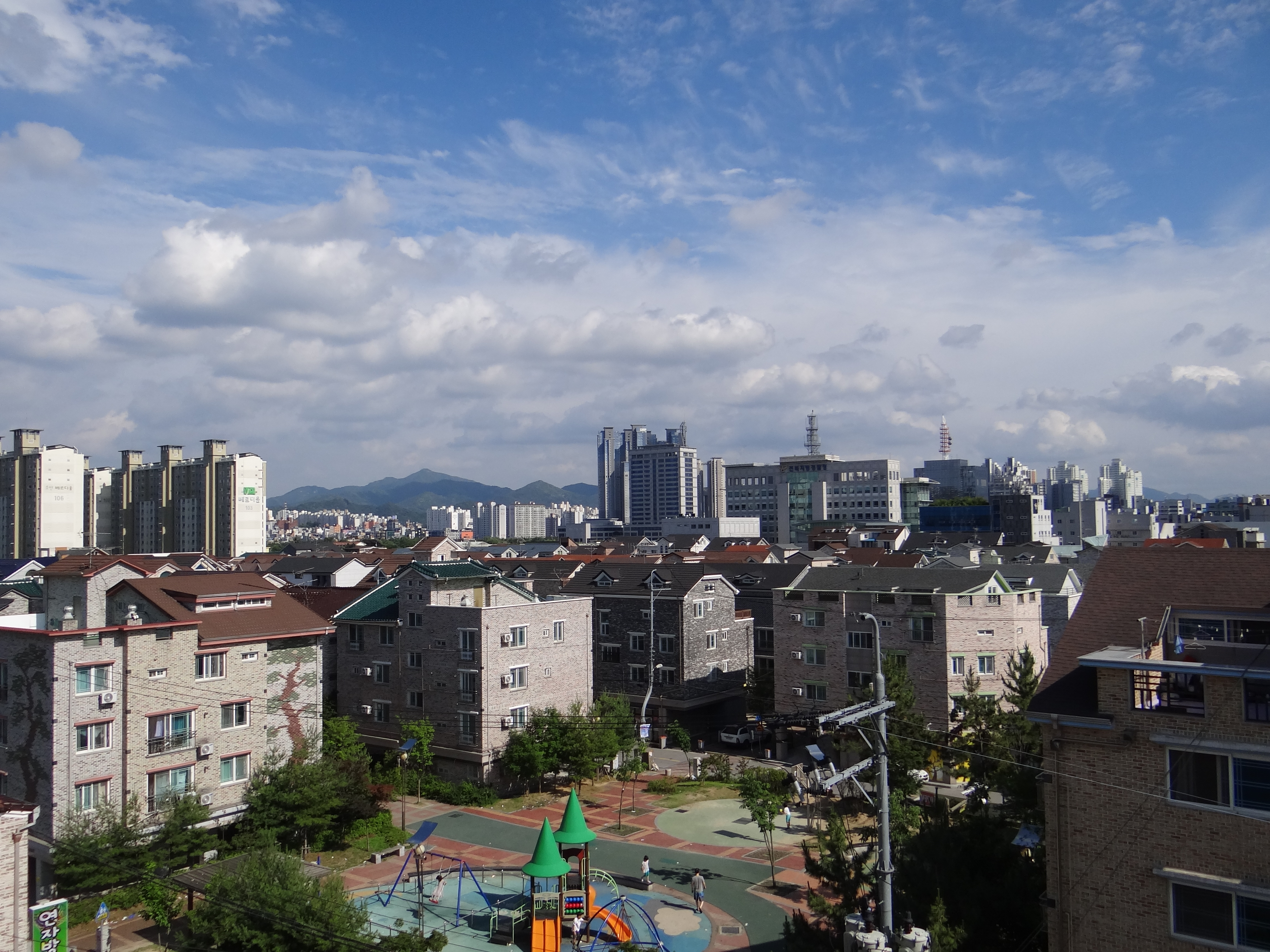
孝子洞から望む景色
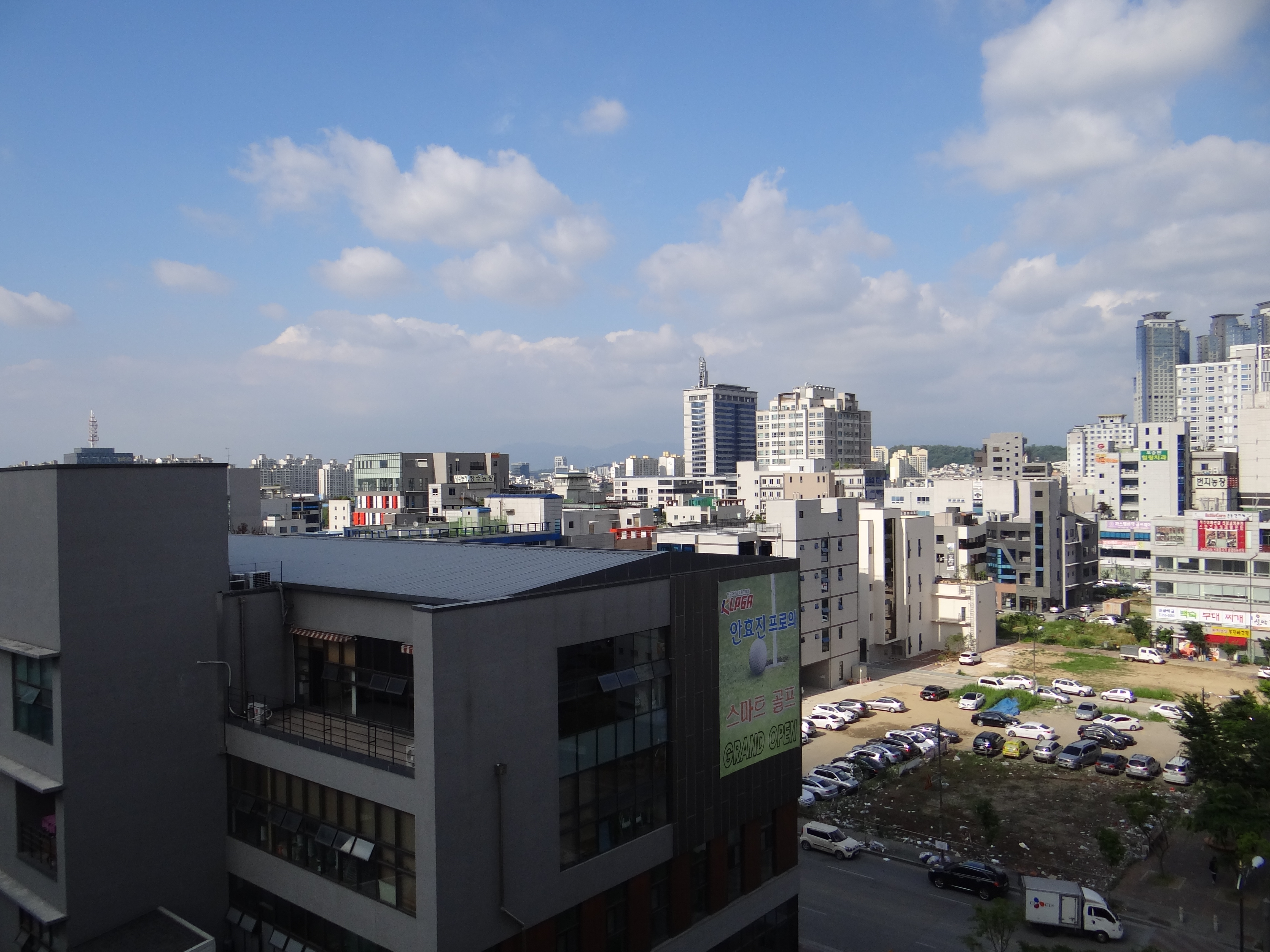
孝子洞から望む景色

## メディア

### テレビ・ラジオ局
- KBS全州放送総局
- 全州文化放送（全州MBC）
- 全州放送（JTV・SBS系列）

### ラジオ局
- 基督教放送全北放送（CBS）
- TBN全州交通放送

## 姉妹都市
- 米国カリフォルニア州サン・ディエゴ
- 中国江蘇省蘇州市
- トルコアンタルヤ
- 日本石川県金沢市

## 全州市出身の有名人
- 芦田淳（日本のファッションデザイナー）
- ユンソナ（タレント、女優）
- 早川浪（アーチェリー選手）北京五輪アーチェリー日本代表。女子個人6位、団体8位。
- 早川漣（アーチェリー選手）早川浪の妹。ロンドン五輪アーチェリー日本代表。女子団体銅メダル。
- キム・ギュジョン（SS501）
- キム・ソンギュ（INFINITE）
- テヨン（少女時代）
- ソ・イヒョン（女優）
- 朴勍完（プロ野球選手、SKワイバーンズ所属）
- 朴正権（プロ野球選手、SKワイバーンズ所属）
- 崔炯宇（プロ野球選手、起亜タイガース所属）
- ユン・ギュンサン（タレント）
- テジュ（日本を拠点に活動する俳優）
- ホ・ジノ（映画監督）
- ウリ（RAINBOW (音楽グループ)）
- ノウル（RAINBOW (音楽グループ)）
- ウンジ　(Nine Muses)
- ファン・イェジ（ITZY）
- ジェミン (NCT DREAM)
- ニュー (THE BOYZ)
- フィイン (MAMAMOO)
- ファサ　(MAMAMOO)